# Chambarak (ort i Iran)
Chambarak (persiska: شَنبَرَك, شيرَك, چَمرَك, چمبرک, شِنبَرَك) är en ort i Iran.   Den ligger i provinsen Qazvin, i den nordvästra delen av landet, 140 km väster om huvudstaden Teheran. Chambarak ligger 1 197 meter över havet och antalet invånare är 272.
Terrängen runt Chambarak är platt. Runt Chambarak är det ganska tätbefolkat, med 108 invånare per kvadratkilometer. Närmaste större samhälle är Alvand, 16,7 km nordost om Chambarak. Trakten runt Chambarak består i huvudsak av gräsmarker.